# Mereto di Tomba
Mereto di Tomba (friülà Merêt di Tombe) és un municipi italià, dins de la província d'Udine. L'any 2007 tenia 2.749 habitants. Limita amb els municipis de Basiliano, Codroipo, Pasian di Prato, Coseano, Fagagna, San Vito di Fagagna i Sedegliano.

## Administració
| Període | Identitat       | Partit      |
| ------- | --------------- | ----------- |
| 2004-   | Andrea Cecchini | Centredreta |